# Josef Röhrig
Josef Röhrig (Keulen, 28 februari 1925 – aldaar, 12 februari 2014) was een Duits voetballer. Röhrig was middenvelder en speelde tussen 1950 en 1956 12 interlands voor West-Duitsland, waarin hij 2 keer scoorde. Hij was door een blessure niet actief tijdens het Wereldkampioenschap voetbal 1954. 
Röhrig begon zijn loopbaan bij Germania Zündorf en speelde daarna bij VfL Köln 1899. Van 1950 tot 1960 stond hij onder contract bij 1. FC Köln en scoorde in 241 wedstrijden 36 doelpunten. In 1960 nam hij via een vriendschappelijk duel tegen Real Madrid afscheid. "Jupp" bereikte in 1954 de Bekerfinale en in 1960 werd hij met 1. FC Köln tweede in de strijd om de landstitel. Hij was daarna succesvol als trainer van de A-jeugd van 1. FC Köln.
Josef Röhrig overleed op 88-jarige leeftijd in Keulen.